# Caojia (socken i Kina, Sichuan, lat 32,04, long 108,23)
Caojia (kinesiska: 曹家乡, 曹家) är en socken i Kina. Den ligger i provinsen Sichuan, i den sydvästra delen av landet, omkring 420 kilometer öster om provinshuvudstaden Chengdu.
Genomsnittlig årsnederbörd är 1 617 millimeter. Den regnigaste månaden är september, med i genomsnitt 315 mm nederbörd, och den torraste är januari, med 9 mm nederbörd.